# الأخوان وينكلفوس
الأخوان وينكلفوس هم كاميرون و تايلر وينكليفوس ، وهما توأمان متماثلان وُلدا في 21 أغسطس 1981. وهم رواد أعمال أمريكيون. شاركا في تأسيس HarvardConnection ، الذي أعيدت تسميته لاحقًا ConnectU ، مع زميلهم في جامعة هارفارد ديفيا ناريندرا.
و في عام 2008 ، كسب الأخوان وينكلفوس تعويض بقيمة 65 مليون دولار في قضية رفعوا فيها دعوى قضائية ضد مؤسس فيسبوك مارك زوكربيرج لسرقة فكرة موقع ConnectU الخاص بهم لإنشاء فيسبوك في عام 2004.

## البيتكوين
كان الأخوان وينكلفوس من أوائل المستثمرين بالبيتكوين وفي عام 2013، كشف التوأمان لصحيفة نيويورك تايمز أنَّهما يملكان 11 مليون دولار من العملة المشفرة، تمّ شراؤها في الغالب عندما كانت تكلّف حوالي 10 دولار لكل عملة، وبحلول عام 2013، كان سعر البتكوين الواحد 120 دولارًا 